# Seymaz
Seymaz is een historisch merk van wegrace-zijspannen.
Zwitsers bedrijf van Erich Vuagnat dat gespecialiseerd was in het maken van wegrace-zijspancombinaties. De naam is afkomstig van het riviertje Seymaz dat langs Vaugnats werkplaats stroomde.
De Seymaz-zijspancombinatie met Yamaha TZ 500-motor waren tamelijk succesvol in het wereldkampioenschap wegrace. In het seizoen 1975 werden ze derde in het constructeurskampioenschap en de combinatie Rolf Biland/Freddy Freiburghaus/Bernd Grube werd ook derde in het wereldkampioenschap. In het seizoen 1976 eindigden Rolf Biland/Kenneth Williams als vierde en in het seizoen 1977 werden George O'Dell/Kenny Arthur/Cliff Holland zelfs wereldkampioen. In het seizoen 1978 werden Alain Michel/Stuart Collins tweede. In het seizoen 1979 werd Alain Michel met Michael Burkhardt vierde en in het seizoen 1980 werd Michel met Paul Gérard en Michael Burkhardt derde. Michel/Burkhardt werden in het seizoen 1981 tweede. Werner Schwärzel/Andreas Huber werden wereldkampioen in het seizoen 1982. Daarna begon de teloorgang van de Seymaz-combinaties, die niet meer opgewassen waren tegen de combinaties van LCR.